# Oasi naturale Valle della Caccia
L'Oasi naturale Valle della Caccia è un'oasi di 450 ettari situata nel comune di Senerchia in provincia di Avellino.

## Descrizione
Situata nell'alta valle del Sele è stata realizzata nel 1992. Fa parte amministrativamente dell'oasi naturale del Monte Polveracchio ed è inclusa nel Parco regionale Monti Picentini. L'area totalmente montuosa, delimitata dalle vette dei monti; Monte della Croce 1533 metri, Raia della Volpe 1631 metri, Monte la Picciola 1520 metri, comprende la valle della caccia e le sorgenti del fiume Acquabianca.

### Sentiero-natura
Raggiungibile da una strada comunale di Senerchia, in loc. Acquabianca, presenta un sentiero-natura che si snoda dall'ingresso dell'oasi, lungo la valle, attraversata dal fiume Acquabianca. Il percorso, lungo 1 km, accessibile anche ai meno esperti di trekking, si presenta delimitato da staccionate in legno, con punti di sosta e sorgenti di acqua potabile. Termina davanti alla cascata dell'Acquabianca alta circa 30 m.

## Flora
La riserva presenta una vegetazione variegata. La parte pedemontana è caratterizzata da piante rare come l'Erica terminalis e l'Acer lobelii. La parte montana è coperta da betulle e dal raro pino nero.
(Don Antonio Castellani, da Cronaca Conzana (Conza della Campania, 1691))

## Fauna
Numerose sono le specie presenti:
- Come mammiferi, vivono nell'oasi il cinghiale, il lupo, la volpe, la donnola, la faina, il ghiro, il moscardino, il rinolofo curiale, il rinolofo maggiore, lo scoiattolo e il tasso.
- Come uccelli il gheppio, il merlo acquaiolo, l'upupa, l'usignolo, il calandro, il colombaccio, l'allodola, la coturnice, la tordela, il falco pellegrino, il gracchio corallino, il gufo reale, il nibbio, il picchio nero, il tordo bottaccio, la tottavilla e la beccaccia.
- Tra i rettili il biacco, il cervone, il ramarro e il saettone. Da ricordare anche la presenza della salamandra pezzata.

## Galleria d'immagini

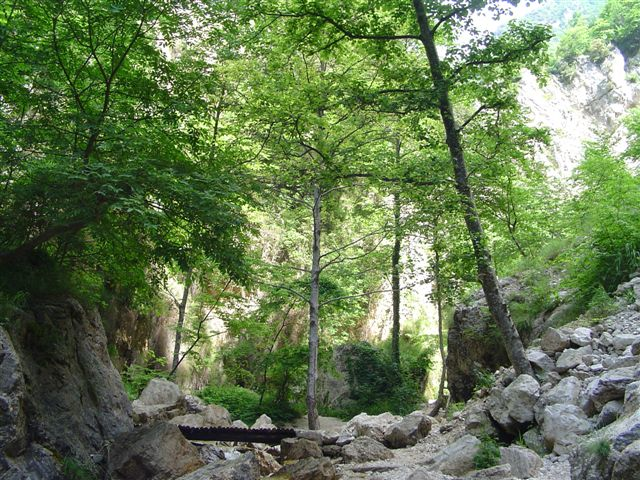
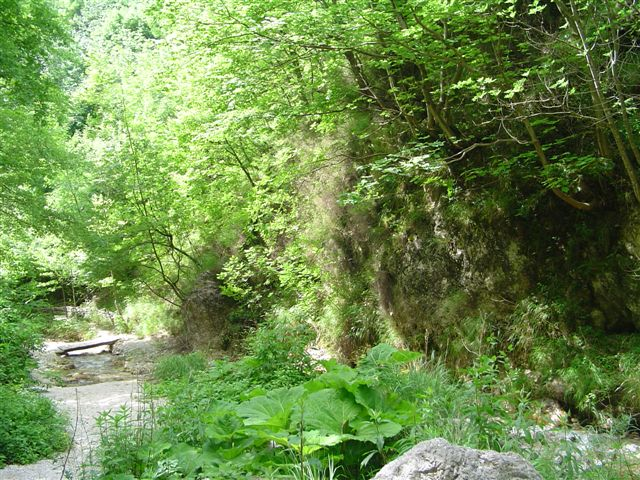
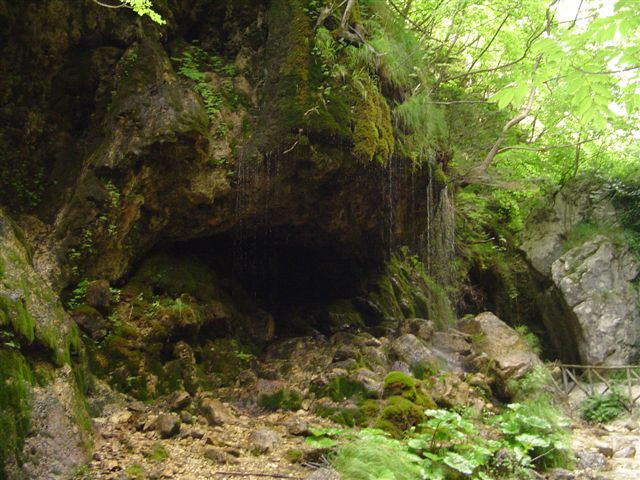